# Мухаммед Будіаф
Мухаммед Будіаф (араб. محمد بوضياف; Si Tayeb el Watani; 23 червня 1919, Алжир — 29 червня 1992, Аннаба, Алжир) — алжирський політичний лідер та один із засновників Фронту національного визволення, з 1954 року лідер повстання. В 1956 — 1962 перебував у французькому полоні. Після поразки французів повернувся до Алжиру, був заарештований, потім емігрував до Марокко. В 1992 році після військового путчу йому було запропоновано стати президентом Вищої Державної Ради. Намагався розпочати боротьбу з корупцією, в якій були замішані лідери хунти. Застрелений власним охоронцем під час виступу у місті Аннаба, яке транслювалося національним телебаченням.

## Юність
Мухаммед Будіаф народився у Кулед-Мадхі (зараз провінція Мсила), Алжир, у колишній аристократичній родині, яка втратила свій авторитет і вплив в колоніальні часи. Його освіта закінчилася закінченням початкової школи за станом здоров'я (туберкульоз) і вступом націоналістичний рух, що зароджувався. Член націоналістичної Народної партії Parti du Peuple Algérien (PPA), пізніше він увійшов до партії MTLD і угруповання Organisation Spéciale (ОС). Будіаф був відповідальним за організацію місцевого відділення ОС у місті Сетіф, зберіганні зброї, збору коштів та підготовку партизанських військ. Був заочно засуджений до 10 років в'язниці французькою владою, але уникнув арешту.

## Війна за незалежність Алжиру
1 листопада 1954 року Фронт національного звільнення розпочав всенародне збройне повстання проти Франції. Будіаф в цей час став одним з лідерів руху. В 1956 році він був схоплений разом з Ахмедом Бен Белою і декількома іншими лідерами ФНП і поміщений у в'язницю у Франції. Будучи ув'язненим, він був символічно обраний міністром уряду ФНП у вигнанні. В 1962 році був випущений з в'язниці безпосередньо перед отриманням Алжиром незалежності, після жорстокої восьмирічної війни, яка забрала понад 1,5 мільйонів життів.

## Після здобуття незалежності
Після здобуття Алжиром незалежності, у партії ФНП відбуваються внутрішні конфлікти, партія розділилася на конкуруючі угрупування. Ахмед Бен Белла у союзі з Хуарі Бумедьєном, створив однопартійну державу під головуванням Бен Белли.
Будіаф незгідний з політикою керівництва Алжиру, заснував підпільну опозиційну партію, PRS, спрямовуючі свою діяльність проти однопартійного уряду ФНП. Будіаф був змушений покинути країну і оселився у сусідньому Марокко. Після скоєння Бумедьеном державного перевороту в 1965 році, Будіаф залишився в опозиції, як він це робив при його наступнику, Шадлі Бенджедід (при владі в 1979-92). Партія PRS брала активну участь в акціях опозиції до уряду.

## Повернення як голови держави
У лютому 1992 року, після 27-річного вигнання Будіаф повертається на батьківщину, після пропозиції військових, щоб стати головою Верховного державної ради (HCE), Алжиру (головою військової хунти), після анулювання результатів виборів (див. Громадянська війна в Алжирі). Він швидко погодився, про що було оголошено народу Алжиру. Публічно він був представлений як лідер нації, який занадто довго був відсутній, щоб бути заплямований в акціях насильства і корупції, але великим недоліком було те, що він був мало відомий більшості з алжирської громадськості. Однак його заклики до всеосяжних реформ і прагнення покласти край правлінню військових вселяли надії, і він швидко набув деяку популярність.
Навіть як голова держави, Будіаф повністю залежав від тих політичних сил, які привели його до влади, і його повноваження обмежувалися військовими. Крім того, країна продовжувала зберігати тенденцію в бік громадянської війни, відбувалося зростання ісламістського насильства в регіонах, оточуючих Алжир і уряд Будіафа виявився не в змозі ефективно проводити реформи.

## Смерть і спадщина
29 червня 1992 року Будіаф був убитий охоронцем під час телевізійного публічного виступу на відкритті культурного центру в Аннабі, після першого візиту за межі міста Алжир як голови держави. Будіаф отримав значний політичний статус, після своєї смерті, і як зараз цитують багато політичних коментаторів, став мучеником Алжиру, стверджують, що він міг би бути рятівником країни.
Вбивця, лейтенант Лембарек Бумарафі (Lembarek Boumaârafi), вважають що він скоїв вбивство через ісламістські симпатії. Він був засуджений до смертної кари на закритому судовому засіданні в 1995 році, але вирок не був приведений у виконання. Вбивство Будіафа служить поштовхом для алжирських теорій змови, багато хто припускає, що Будіаф був насправді убитий військовими, щоб приховати свою відповідальність за державний переворот і військове правління. Ці теорії були зосереджені на тому, що Будіаф почав кампанію проти корупції та відсторонив низку важливих військових посадових осіб від обійманих посад.
Мохамеда Будіафа пережила його дружина, Фатіха Будіаф. Вона наполягала, що його смерть не була належним чином розслідувана.